# 山丹交易
山丹交易（さんたんこうえき）は、江戸時代に山丹人（ウリチやニヴフなど）と樺太アイヌの間で行われた交易である。アイヌが交易で入手した山丹錦などは、北海道アイヌを通じて松前藩にも流入した。

## 山丹人とは
山丹（さんたん）の語は、当初、アジア大陸北部から樺太に来航する人びとと彼らが居住する地域（具体的には黒竜江下流域）を指していた。語源は、ニヴフ語のヤントという語にあるといわれる。それがアイヌ語のシャンタ、ないしサンタより日本に伝わって山丹（山靼、山旦）と表記されるようになったという。この語が日本の史料に登場するのは18世紀であり、18世紀後半に普及したが、それ以前はこの地方は「東韃」と呼称されていた。文化6年（1809年）の間宮林蔵の調査により、カザマーの村落からジャレーの村落にいたる地域に居住していることが判明した。現在のウリチ（ウルチャ、もしくはオルチャ）はその末裔と考えられる。なお「山丹交易」という用語は、1928年（昭和3年）日本における朝鮮史研究の開拓者である末松保和により初めて使用された。ちなみに、山丹人が住む地域は山丹国とも呼ばれていた。

## 概要

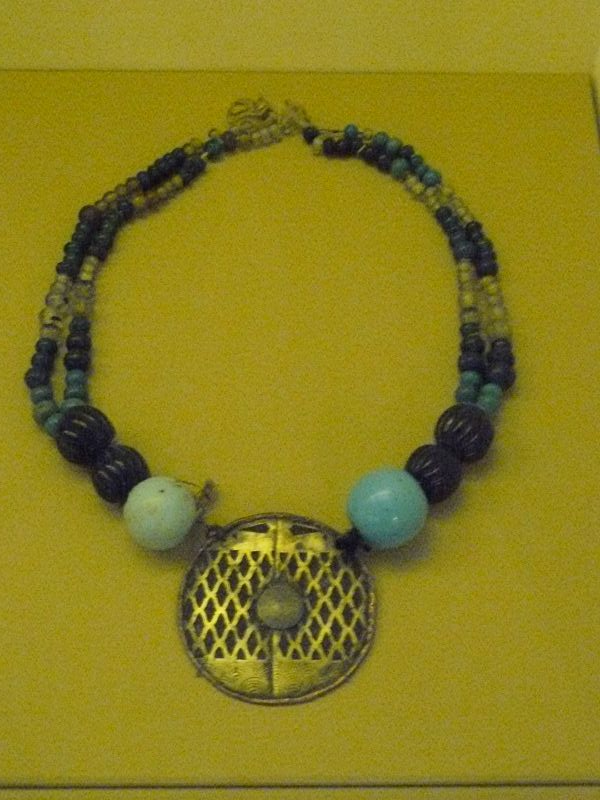
タマサイ（アイヌ女性のネックレス）。山丹交易等で得たガラス玉(アイヌ玉)が使用されている。

山丹交易以前は、平安時代の安倍氏や奥州藤原氏、十三湊を拠点とし水軍を擁した鎌倉・室町期の蝦夷管領・安東氏など奥羽の豪族が、日本海に面する大陸と直接取引した北方貿易が行われていた。
山丹交易は、1680年代当時、松前藩の交易船が行き着く蝦夷地最奥の宗谷（現在の北海道宗谷総合振興局）においてアイヌを介して行われていた。宝暦年間（1751年 - 1763年）になると会所（運上屋）のある樺太南端の集落・白主（しらぬし、本斗郡好仁村白主）に交易船の派遣が始まり、寛政3年（1791年）より樺太場所が開設され交易は宗谷から白主や西トンナイおよび久春古丹に移った。
山丹人は、清朝に貂皮を上納する代わりに下賜された官服や布地、鷲の羽、青玉などを持参して蝦夷地の樺太や宗谷に来航した。
一方、アイヌは猟で得た毛皮や、会所（運上屋）で行われるオムシャなどで和人よりもたらされた鉄製品、米、酒等を、山丹人が大陸から持ち込んだ品々と交換した。また、18世紀半ばから山丹交易改革ころまでは、北樺太の近くに住む一部の樺太アイヌの中には山丹交易をするばかりではなく、幕藩体制の役職を持ったまま間宮海峡を超えて黒竜江下流（デレン）に渡航し、直接貿易（朝貢交易）を行う者もいた。
記録に残るアイヌと和人の交易は、もともとは飛鳥時代に阿倍比羅夫が国家の出先機関「政所」や「郡領」を置いた「後方羊蹄（しりべし）」に始まり、中世の安東氏や和人地の蠣崎氏などを経て、松前城下においても行われていた（城下交易制）。慶長8年（1603年）宗谷に置かれた松前藩の役宅が宗谷と樺太を管轄するようになり、その後商場（場所）知行制に移りどちらも宗谷場所に含まれた。

### 山丹交易改革
文化4年（1807年）に蝦夷地が江戸幕府の直轄領となり、それまでのアイヌの山丹人に対する負債が表面化し問題となった。従来の交易が、山丹人が交易品を貸し付けて、翌年にそれに見合う毛皮を取り立てる方式を採用しており、累積債務などが要因で、山丹人は借金のかたに樺太アイヌを山丹人の居住域に連れ去り下人として使役したり、家財を奪い取るなど軋轢が強まっていたからである。これは当時の東アジア地域では普通に見られた習慣だが、最上徳内などは、この負債はアイヌが松前藩からの山丹渡来品の催促や強要に応えるために、無理な買物をしたためだとも認識していた。文化6年（1809年）に松前奉行支配下役元締の松田伝十郎が負債を調査し、アイヌが自力で返済不能の部分を江戸幕府が肩代わりするよう取りはからった。これにより負債は完済するが、その一方、交易は白主会所扱いの直営となり、アイヌは従来のような来航する山丹人との直接交易を禁じられた。同時に、幕府（松前奉行）は、アイヌの大陸・黒竜江下流域の交易地デレンへの渡航と貿易（朝貢交易）も禁じた。
また、この改革以降、白主会所で行われる山丹交易は、山丹人にとって事実上江戸幕府に対する朝貢の場となった。
なお、間宮林蔵により口述され、村上貞助によって筆録されて文化8年（1811年）に幕府に提出された『東韃地方紀行』中巻（「デレン在留中紀事」）には、黒竜江下流のデレンの集落に清朝によって設けられた「満州仮府」における山丹交易や北方諸民族が清朝の役人に進貢するようすが詳細な解説文やイラストレーションによって描写されている。
文政5年（1822年）、蝦夷地は松前藩に復領し、安政元年（1855年）にまた幕府直轄領となっても交易は引き継がれた。間宮海峡の対岸では、1860年に清国とロシア等の結んだ不平等条約のひとつ北京条約により山丹人の住む黒竜江下流が割譲されロシア領沿海州となるが、慶応3年（1867年）まで山丹人が白主会所に来航した記録がある。山丹交易は幕府崩壊までつづいたが、1868年成立の明治政府によって廃止された。現在も、黒竜江下流域にはアイヌの子孫を名乗る者もいるが、事実であれば、彼らは山丹人に連れ去られた者たちの忘れ形見であろう。

## 山丹服

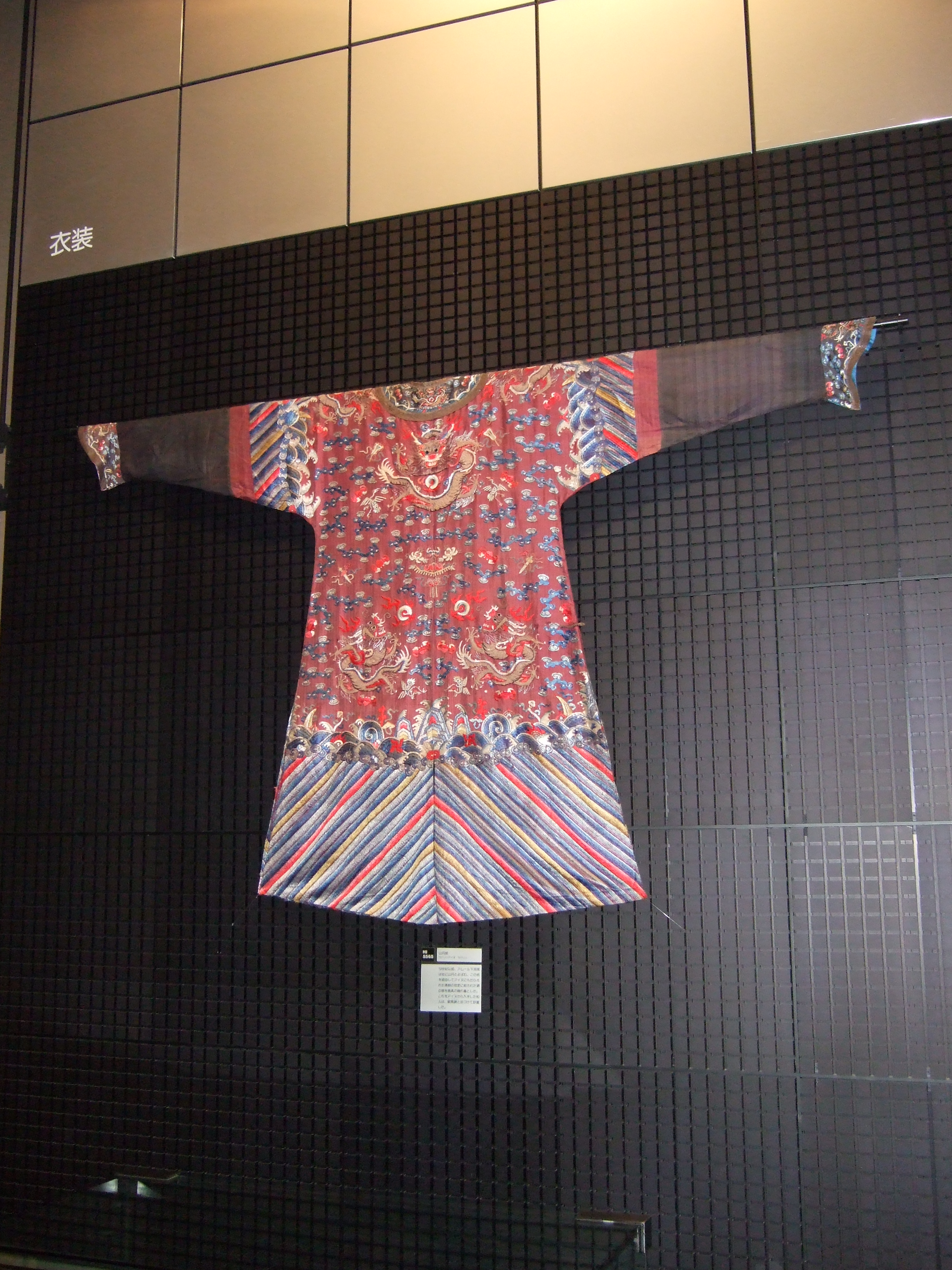
山丹服

山丹交易で得られた中国本土や清の物産は、東廻り航路や西廻り航路を通じて江戸や大坂などにも運ばれ、珍重された。そのなかで特に有名なのが「山丹服」ないし「蝦夷錦」と称される華麗な刺繍の施された満洲族風の清朝の官服であった。これは、松前藩の藩主から幕府の将軍に献上されたこともあった。